# Caroline Bamberger Fuld
Caroline Bamberger Frank Fuld (surnom, « Carrie » ; 16 mars 1864 - 18 juillet 1944) est une femme d'affaires et philanthrope américaine. Elle et son frère Louis Bamberger cofondent l'Institute for Advanced Study à Princeton, New Jersey.

## Biographie
Caroline ("Carrie") Bamberger grandit à Baltimore, le cinquième des six enfants d'Elkan Bamberger, qui a émigré de Bavière en 1840, et de Theresa (Hutzler) Bamberger, héritière d'un grand magasin de Baltimore. Ses frères et sœurs sont Clara "Lavinia" Bamberger; Rosa Bamberger; Louis Bamberger ; Julius Bamberger; Pauline Bamberger; et Julia Bamberger. Elle déménage avec son frère Louis à Philadelphie en 1883, et les deux, avec les associés commerciaux Louis Meyer Frank et Felix Fuld, démarrent l'entreprise qui devient L. Bamberger and Co. Les quatre associés travaillent tous dans le magasin et développent de nouvelles méthodes de la publicité et de vente au détail.
Elle épouse Louis Frank en 1883, un mariage qui dure jusqu'à la mort de ce dernier en 1910. En 1913, elle épouse son autre associé commercial, Felix Fuld, survivant également à sa mort en 1929. Aucun des deux mariages n'a d'enfants. Bamberger et Fuld vendent L. Bamberger and Co. à RH Macy and Co. en juin 1929 (pour un montant estimé entre 25 et 50 millions de dollars, payé entièrement en espèces), avant le krach boursier. Après la vente, ils partagent 1 million de dollars du produit avec 235 employés de longue date.
Par la suite, Fuld consacre ses énergies à la philanthropie. Avec son mari, et après sa mort, elle contribue à des œuvres caritatives juives, notamment l'hôpital Beth Israel de Newark, le Jewish Relief Committee et Hadassah. En 1931, elle est élue directrice nationale du Conseil national des femmes juives.
Le plus mémorable, cependant, est la décision prise en 1929 par Fuld et son frère de demander conseil à Abraham Flexner, puis de soutenir et de doter financièrement sa vision de ce qui est devenu l'Institute for Advanced Study de Princeton. Fuld et Bamberger versent 5 millions de dollars en 1930 pour sa dotation initiale, et environ 18 millions de dollars au fil du temps. Fuld est vice-présidente de l'Institut naissant jusqu'en 1933, puis administratrice à vie.